# Číštěves
Číštěves är en ort i Tjeckien. Den ligger i den centrala delen av landet, 100 km öster om huvudstaden Prag. Číštěves ligger 278 meter över havet och antalet invånare är 116.
Terrängen runt Číštěves är platt. Runt Číštěves är det tätbefolkat, med 570 invånare per kvadratkilometer. Närmaste större samhälle är Hradec Králové, 11,4 km sydost om Číštěves. Trakten runt Číštěves består till största delen av jordbruksmark.